# Affaire Johanna Blanes
L'affaire Johanna Blanes est une affaire criminelle dont les faits se déroulent le 7 juillet 2019 à Mont-de-Marsan, chef-lieu du département français des Landes. Elle implique Hussein Ahmed, un homme de 32 ans, suspecté puis condamné malgré ses dénégations pour le meurtre et le viol de Johanna Blanes, jeune femme de 24 ans. Hussein Ahmed est aussi condamné dans un second procès pour les viols répétés de son épouse pendant six ans.

## Déroulement des faits
Johanna Blanes, originaire de Toulouse, sous curatelle et mère  d'un enfant de 19 mois, est retrouvée morte dénudée dans le tunnel de Laspécès à Mont-de-Marsan le dimanche 7 juillet 2019 à 6 heures du matin par un passant.
Long de quarante-trois mètres, ce tunnel piétonnier, distant de 470 mètres de la gare de Mont-de-Marsan vers l'ouest et passant sous le talus la voie ferrée la ligne de train Morcenx - Mont-de-Marsan, est communément employé pour se rendre à pied ou en vélo de Saint-Pierre-du-Mont à Mont-de-Marsan.
Après avoir passé la soirée dans la discothèque Le Paradise de Mont-de-Marsan, elle avait envoyé un message à sa compagne, à 4 h 40 ce même jour, pour indiquer qu'elle rentrait à Saint-Pierre-du-Mont, où elle était hébergée depuis plusieurs années.

## Enquête

### Détermination des causes du décès
Un examen médico-légal suivi d'une autopsie du corps de la victime pratiquée par l'institut de médecine médico-légale de Bordeaux le lundi 8 juillet permettent de déterminer l'origine du décès par asphyxie mécanique avec des lésions majeures au cou et au thorax et des traces de violence sexuelle. Du matériel génétique est  prélevé sur le corps de la victime et sur la scène de crime.

### Arrestation de suspects
La Direction régionale de la police judiciaire et le Directeur départemental de la sécurité publique des Landes sont conjointement saisis pour mener l'enquête sous la direction du parquet de Mont-de-Marsan. Le procureur de la République lance un appel à témoins le lundi 8 juillet afin d'établir l'emploi du temps de la victime et d'identifier de potentiels suspects.
D'un point de vue technique, le téléphone portable de Johanna Blanes n'est pas retrouvé sur la scène de crime par les enquêteurs. La police scientifique établit qu'il a été manipulé quelques heures après son décès par introduction d'une carte SIM. Le numéro associé à cette carte SIM conduit au nom d'un suspect déjà connu des services de police. L'ADN retrouvé sur le corps de la jeune femme et sur la scène de crime, déjà inscrit au fichier national automatisé des empreintes génétiques, conduit au nom du même suspect, qui est conséquemment interpelé le jeudi 11 juillet à 9h45 à Mont-de-Marsan.
Ce suspect est Hussein Ahmed,  Syrien de 32 ans au moment des faits, vivant dans les Landes depuis 2016, date de son arrivée en France avec sa femme et bénéficiant du statut de réfugié politique. Son domicile à Saint-Pierre-du-Mont fait l'objet d'une perquisition, au cours de laquelle le téléphone portable de la victime est retrouvé. La carte SIM du téléphone portable de Johanna Blanes est quant à elle retrouvée sur le suspect au moment de son interpellation. 
Trois autres personnes vivant dans le même logement que le suspect sont d'abord contrôlées dans le cadre de vérification d'identité puis également placées en garde à vue dans la même journée du jeudi 11 juillet avant d'être mises hors de cause et relachées. Le suspect est quant à lui placé en détention provisoire. Les faits qui lui sont reprochés sont juridiquement qualifiés de meurtre précédé, accompagné ou suivi d'un autre crime, en l'occurrence un viol.

### Conférence de presse
Le vendredi 12 juillet, le procureur de la République Olivier Janson donne une conférence de presse comme la loi l'y autorise, tant que la présomption d'innocence du suspect et que le secret de l'instruction sont respectés. Cette intervention auprès des médias est motivée par le besoin tenir le public informé de l'avancée de la procédure en cours dans le contexte local des fêtes de la Madeleine débutant quelques jours plus tard et réunissant plusieurs centaines de milliers de personnes pendant cinq jours, afin de maintenir l'ordre public. Par ailleurs, des informations qui auraient dû rester secrètes dans le cadre de l'instruction et ayant fuité dans la presse nécessitent un démenti pour éviter la propagation de rumeurs entraînant un risque de trouble à l'ordre public, ce qui constitue également un cas prévu par la loi autorisant le procureur à communiquer sur une enquête en cours.

## L'accusé

### Antécédents
Au moment de son arrestation, le suspect est déjà connu des services de police pour des faits de violence de nature conjugale : début mars 2018, une main courante est déposée au commissariat de police de Mont-de-Marsan par son épouse, ce qui déclenche dès le lendemain l'ouverture d'une enquête pour violence de nature conjugale. À l'issue de l'enquête au milieu du mois de mars, le suspect a été envoyé devant le tribunal correctionnel. La femme et les enfants ont été exfiltrés du domicile et ont bénéficié d'une protection renforcée au vu des éléments dénoncés, situation toujours en cours au moment de l'enquête pour le meurtre de Johanna Blanes. Le suspect a été jugé pour les faits de violence de nature conjugale au début de l'année 2019 et condamné à une peine de  huit mois de prison assortie d'un sursis avec mise à l'épreuve (aucune condamnation ne figurant à son casier judiciaire à ce moment). Ce jugement a fait l'objet d'un appel, de sorte que le casier judiciaire du suspect est toujours vierge en juillet 2019, les faits n'ayant pas été rejugés à ce moment par la cour d'appel.

### Procès et condamnations

#### Viol et meurtre de Johanna Blanes
Concernant le viol et le meurtre de Johanna Blanes, l'accusé a toujours nié les faits qui lui sont reprochés. Pendant le procès, la défense plaide l'acquittement tandis que l'avocat général requiert la réclusion criminelle à perpétuité accompagnée d'une période de sureté de 22 ans, qualifiant l'accusé de  « psychopathe et menteur pathologique » et parlant de « meurtre barbare ». Le 10 juin 2022, la cour d'assises des Landes condamne Hussein Ahmed à une peine de 30 ans de réclusion criminelle assortie d'une période de sûreté de 22 ans.

#### Viol sur conjointe mineure
Le 24 mai 2024, Hussein Ahmed comparaît à nouveau devant les juges à huis clos pour répondre de viols commis pendant six ans sur son épouse, âgée de onze ans au moment des premiers faits le jour même de son mariage. Reconnu coupable, il écope de quinze années de réclusion criminelle, peine qui se confond en droit français avec celle déjà prononcée dans l'affaire Johanna Blanes.

## Tunnel
Le tunnel de Laspécès est fermé au public à la suite du meurtre pour les besoins de l'enquête. Les amis de Johanna Blanes organisent une marche blanche en sa mémoire, en accord avec sa famille, le 7 septembre 2019, qui emprunte le dernier parcours effectué par la victime, de la boîte de nuit Le Paradise vers le tunnel où son corps a été retrouvé. Après des travaux de nettoyage et d'équipement de l'ouvrage et de ses abords (éclairage intérieur, vidéosurveillance), le tunnel de Laspécès rouvre au public le 7 décembre 2021.

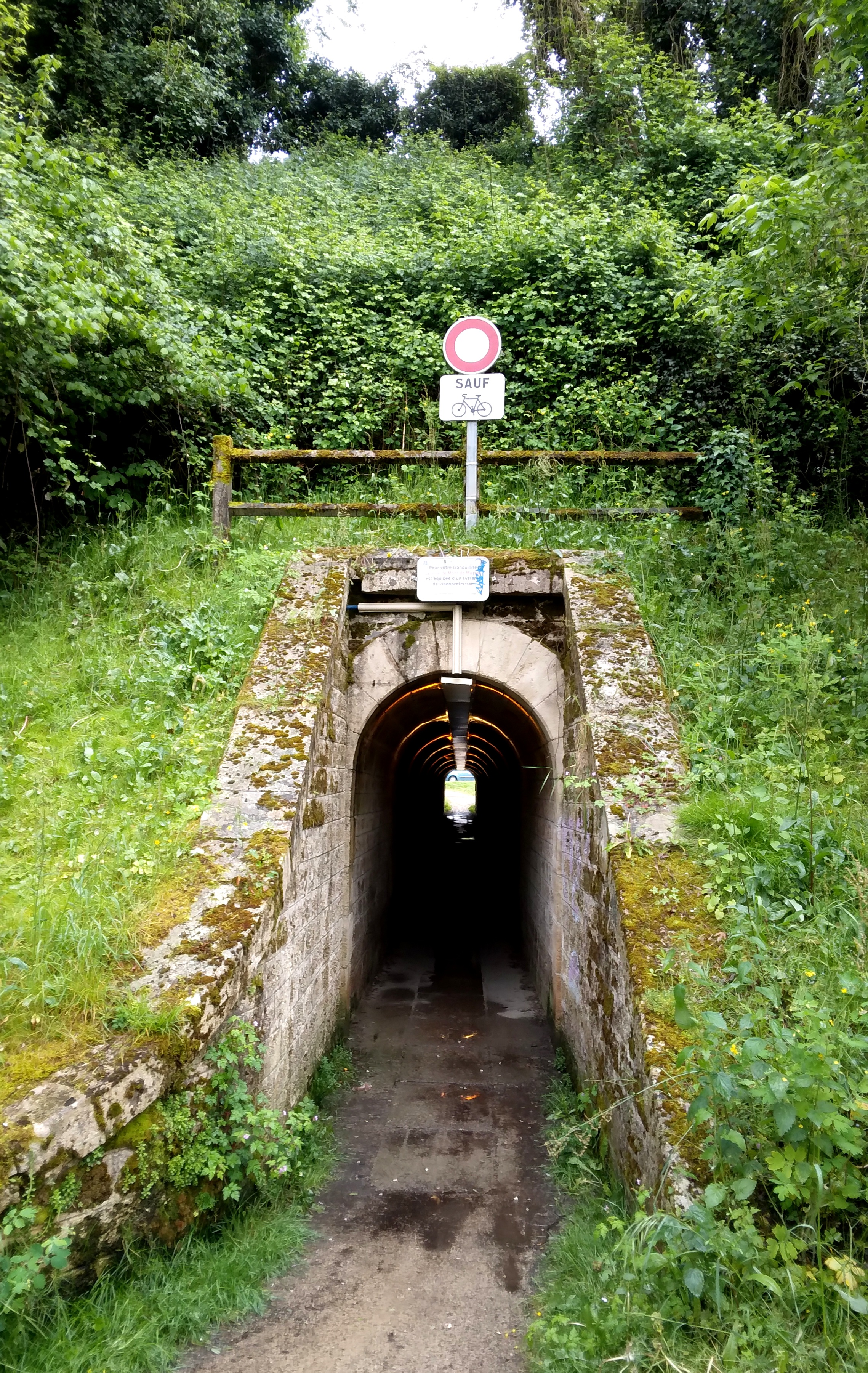
Tunnel de Laspécès, entrée du côté de Mont-de-Marsan.
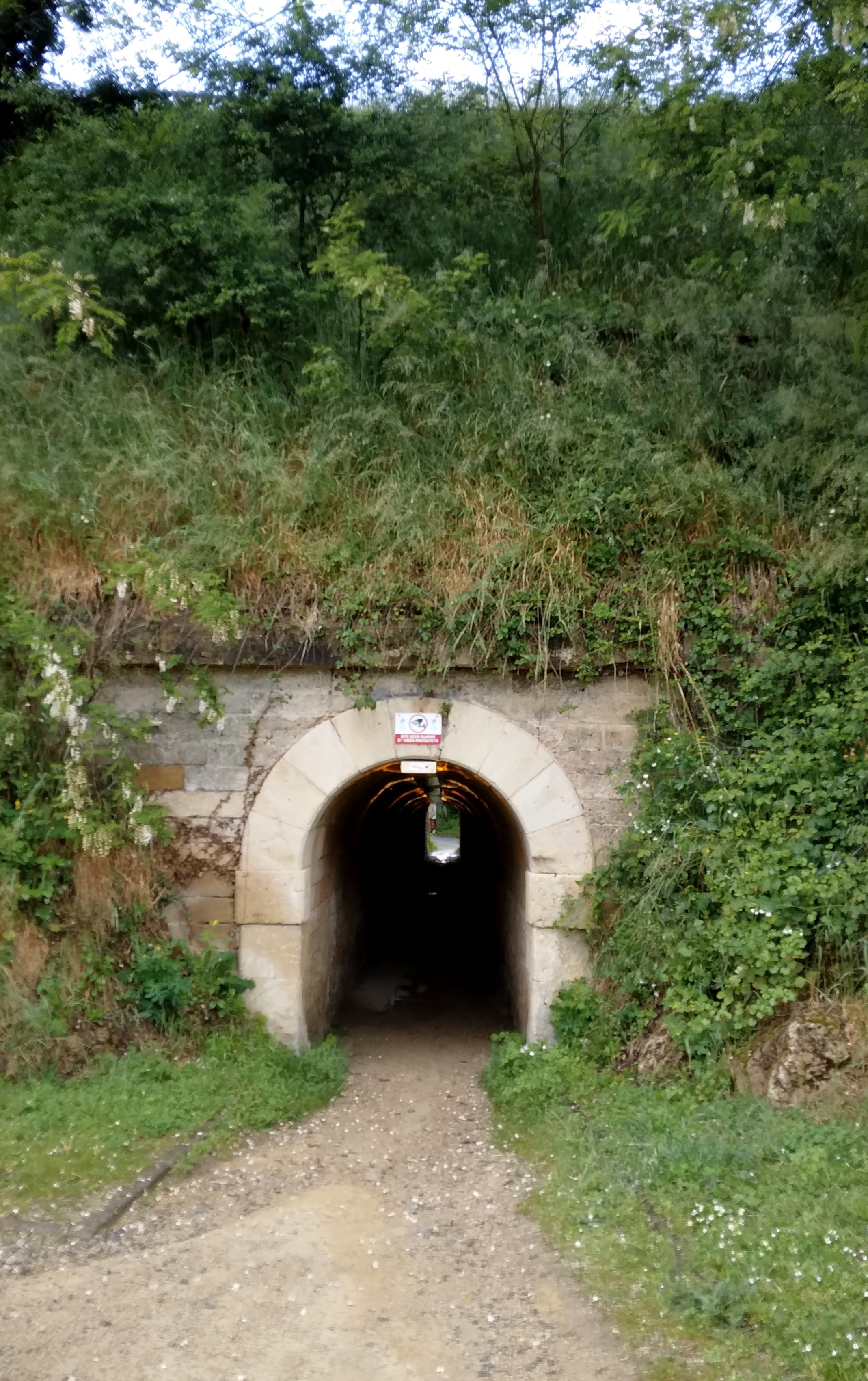
Entrée du côté de Saint-Pierre-du-Mont.